# Cezar Bononi
Cezar Bononi (San Paolo, 15 giugno 1986) è un wrestler ed ex giocatore di football americano brasiliano, sotto contratto con la All Elite Wrestling.
Tra il 2015 e il 2020, ha lavorato in WWE, dove si è esibito nel roster di NXT. Nel suo periodo di pratica del football americano, Bononi ha giocato come tight end per il São Paulo Storm e per la nazionale brasiliana.

## Biografia

### Circuito indipendente (2004–2015)
Bononi è stato allenato dal wrestler Bob Junior della Brazilian Wrestling Federation, e ha lottato nel Circuito indipendente dall'età di 18 anni con il ringname V8. Nella BWF, Bononi ha vinto una volta il BWF Rei Do Ringue Championship.

### WWE (2015–2020)
Nell'ottobre del 2015 è stato annunciato che Bononi ha firmato con la WWE, venendo collocato nel territorio di sviluppo di NXT. Ha fatto il suo debutto ufficiale nella puntata di NXT del 10 maggio 2017 venendo sconfitto da Aleister Black. Nella puntata di NXT del 31 maggio Bononi ha sconfitto Andrade "Cien" Almas. Nella puntata di NXT del 26 luglio Bononi è stato sconfitto da Velveteen Dream. Nella puntata di NXT del 24 gennaio 2018 Bononi è stato sconfitto da No Way Jose. Nella puntata di NXT del 28 febbraio Bononi è stato sconfitto da Adam Cole.
Il 17 aprile 2020 è stato licenziato.

## Personaggio

### Mosse finali
- Chokeslam
- Hu3 Driver (Belly-to-back suplex seguito da una double knee backbreaker)

### Soprannomi
- "Big Block"

## Titoli e riconoscimenti
- Brazilian Wrestling Federation
  - BWF Rei Do Ringue Championship (1)
- Pro Wrestling Illustrated
  - 460° tra i 500 migliori wrestler singoli secondo PWI 500 (2018)
- WWE
  - NXT Year-End Award (1)
    - Future Star of NXT (2017)